# Juegos Olímpicos de Garmisch-Partenkirchen 1940
Los Juegos Olímpicos de Garmisch-Partenkirchen 1940, que oficialmente habrían sido conocidos como V Juegos Olímpicos de Invierno, debían haber sido un evento multideportivo internacional celebrado en Garmisch-Partenkirchen, Alemania, en 1940. Sin embargo, los Juegos fueron cancelados debido a la Segunda Guerra Mundial.
El Comité Olímpico Internacional (COI) eligió, en un primer momento, a la ciudad de Sapporo, Japón, como sede de estos Juegos. Sin embargo, el estallido de la segunda guerra sino-japonesa obligó a la suspensión de la organización de las Olimpiadas de verano de Tokio 1940 y de Sapporo.
Posteriormente, el COI eligió a Sankt-Moritz como reemplazante. Surgieron diferencias entre el Comité Olímpico Suizo y el COI, las que llevaron a la renuncia de la ciudad a la organización de los Juegos. Garmisch-Partenkirchen, sede de los últimos Juegos Invernales, fue elegida como reemplazante, pero al estallar la Segunda Guerra Mundial se impidió la realización de los Juegos.
Sapporo organizaría los Juegos Olímpicos en el año 1972, mientras que Sankt-Moritz sería designada para realizar los Juegos de 1948.